# Taller de Análisis Sindical y Social
El Taller de Análisis Sindical y Social (más conocido por su sigla TASYS) es una organización comunitaria de la ciudad de Concepción, Chile.
Se trata de una organización de una gran relevancia histórica y social en la comunidad penquista, tanto por su labor social aglutinando movimientos sociales y vecinales, transformándose en un espacio de discusión y análisis, y también artístico y cultural a través de su taller literario que está dentro de los más renombrados de la ciudad.

## Historia
El Taller de Análisis Sindical y Social fue creado en 1978. .
Surgió como un grupo que se juntaba en cafés y bares del centro de Concepción a discutir la difícil situación que la represión militar había impuesto a los penquistas.
En 1983, luego de establecerse en la sede (Heras 855, Concepción) que ocuparía hasta el año 2004, se transformó en la casa de acogida para los sindicatos pobres, las organizaciones vecinales más pequeñas y los perseguidos del régimen, siguiendo siempre una senda crítica, de compañerismo con los trabajadores y con los oprimidos. 
El persistente trabajo de sus fundadores y participantes, siguiendo la senda trazada por Clotario Blest, cuyo pensamiento inspiró la creación del taller, han hecho que esta casa lleve más de 20 años de funcionamiento. Hoy el TASYS sigue siendo la casa de apoyo a los oprimidos, ya no por la dictadura militar, sino por la marginación y el desencuentro que genera, según sus integrantes, el actual sistema político y económico imperante en Chile.
En la actualidad su sede se encuentra en el Pasaje Ainavillo N.º 49,  Barrio Norte, Concepción.

## Labor Social y Cultural
Desarrolla diversas labores dentro de la comunidad penquista:
- Apoyo y capacitación a las juntas de vecinos y organizaciones funcionales. Apoyo en gestión social a pobladores en riesgo. Capacitación de dirigentes y formación de redes vecinales.

- Taller Literario de Trabajadores Mano de Obra: El 4 de agosto de 1984, con la primera publicación impresa los integrantes de TASYS Juan Polizzi,  Juvenal Vera, Patricio Turra, Juan Espinoza y Esteban Carrasco inauguran este taller. Durante sus ya décadas de funcionamiento, el Taller ha sido un espacio para compartir la afición a la literatura y cualquier tema que alguien desee tratar con el resto de los compañeros. Es un taller abierto, sin inscripción, gratuito, que sesiona todos los sábados en la tarde. Periódicamente publica una revista con textos de los integrantes.